# NGC 6882
NGC 6882 est un amas ouvert situé dans la constellation du Petit Renard. Il a été découvert par l'astronome germano-britannique William Herschel en 1784. La veille, Herschel avait aussi observé ce qui s'avère probablement le même amas. Cette observation a été inscrite au New General Catalogue sous la désignation NGC 6885.
La taille apparente de l'amas est de  20minutes d'arc, ce qui, compte tenu de la distance égale à 387 ± 42 pc (∼1 260 al) et grâce à un calcul simple, équivaut à une taille réelle de 7,3 ± 0,8 al.
Selon la classification des amas ouverts de Robert Trumpler, cet amas renferme moins de 50 étoiles (lettre p),, dont la concentration est moyennement faible (III) et dont les magnitudes se répartissent sur un intervalle moyen (le chiffre 2),. La classification du site Lynga est III2m, ce qui signifie que l'amas contient entre 50 et 100 étoiles, mais le même site indique que l'amas renferme 30 membres.

## Distance et vitesse
Trois valeurs de la distance sont indiquées sur la base de données Simbad : 342,0 pc, 432 pc et 342 pc. La distance de  387 ± 42 pc (∼1 260 al) inscrite dans l'encadré de droite rejoint ces deux valeurs.
Deux valeurs de la vitesse de cet amas sont indiquées sur Simbad : −15,10 ± 4,36 km/s et −17,9 ± 3,4 km/s, d'où une vitesse d'environ −16,5 ± 4 km/s.

## Identification de l'amas

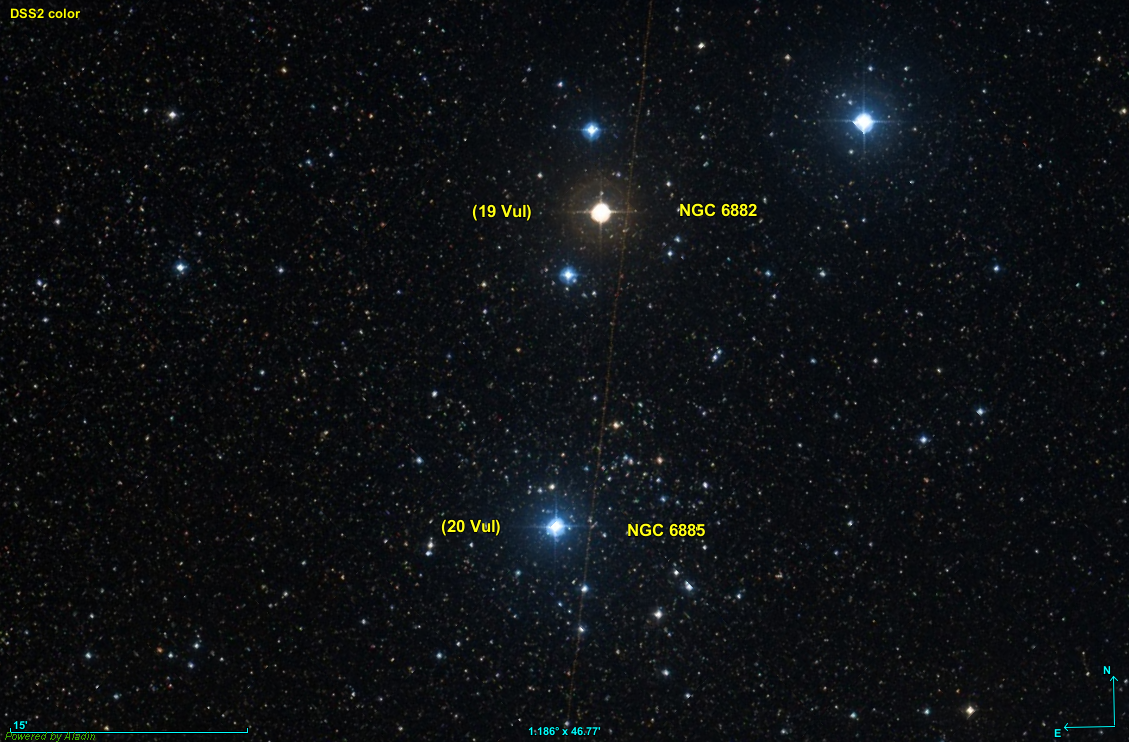
NGC 6882 et NGC 6885, deux amas différents?

Pour la base de données Simbad et HyperLeda, NGC 6882 et NGC 6885 sont deux amas différents, mais très rapprochés sur la sphère céleste, leur coordonnées respectives étant (20h 11m 48,0s, 26° 49′ 00″) et (20h 12m 01,0s,26° 28′ 42″). Comme l'indique la figure ci-haut, NGC 6882 serait centré sur l'étoile 19 Vulpeculae (en) et NGC 6885 sur 20 Vulpeculae (en).
Les parallaxes de 19 Vul et 20 Vul mesurées par le satellite Gaia sont respectivement 2,017 1 ± 0,063 5 mas et 3,187 9 ± 0,050 2 mas ce qui correspond à des distances de 496 ± 15 pc (∼1 620 al) et 313 ± 5 pc (∼1 020 al). Les distances de 19 Vul et de 20 Vul les place toutes les deux en dehors de la distance indiquées ici (387 ± 45 pc (∼1 260 al) de NGC 6882. Wolfgang Steinicke indique cependant que 20 Vul fait partie de l'amas, alors que le version anglaise de Wikipedia indique que 19 Vul est un membre probable de NGC 6882. Aucune appartenance de 20 Vul à un amas n'est mentionnée dans la version anglaise de Wikipedia.
Simbad indique deux distances pour NGC 6885, soit 444 pc, ce qui correspond étrangement à la distance de NGC 6882, et 1453 pc. WEBDA ainsi que HyperLeda retournent des pages presque vides pour NGC 6882 avec des coordonnées qui correspondent à celles de Simbad.
Pour la base de données NASA/IPAC et Wolfgang Steinicke, les deux désignations sont le même amas ouvert. Le professeur Seligman que NGC 6882 est probablement le même amas que NGC 6885.
Dans étude publiée en 2008, on arrive cependant à la conclusion qu'il y a deux amas ouverts distincts surimposés. Après avoir réalisé la photométrie d'un grand nombre d'étoiles dans la direction de NGC6882/5, il s'est avéré pour les auteurs de cette étude que l'un des amas constitué surtout d'étoile de type A et F est distant de 300 pc et l'autre amas constitué d'étoiles plus vieilles est distant de 1 000 pc.

## Étoiles
Simbad montre un bouton nommé Children. En cliquant sur ce bouton, on atteint une section de cette base de données qui renferme un tableau contenant 12 entrées, cependant des étoiles apparaissent à deux ou même plusieurs plusieurs repises sur les tableaux des pages Children.  Une colonne de ce tableau indique la probabilité que l'étoile appartienne à l'amas. Le titre de la colonne permet de classer la probabilité par ordre croissant ou décroissant. En cliquant sur la désignation de l'étoile, on atteint la page de Simbad qui résume ses propriétés.